# شریف‌آباد (بافق)
شریف‌آباد روستایی در دهستان سبزدشت بخش مرکزی شهرستان بافق استان یزد ایران است.

## جمعیت
بر پایه سرشماری عمومی نفوس و مسکن در سال ۱۳۹۵ جمعیت این مکان این روستا بدون جمعیت بوده‌است.